# HD 73526 c
HD 73526 c (بالإنجليزية: HD 73526 c)‏ الذي يرمز له بالرمز HD 73526c، هو كوكب خارج المجموعة الشمسية، في كوكبة الشراع، يتبع HD 73526 ‏.

## الاكتشاف
اكتشف في 25 فبراير 2006، وكانت طريقة الاكتشاف سرعة شعاعية.